# Пушта (приток Сатиса)
Пушта — река в России, протекает в Темниковском районе Мордовии. Левый приток реки Сатис.

## География
Река течёт в западном направлении по территории Мордовского государственного заповедника через сосновые и берёзовые леса. Устье реки находится в 5 км по левому берегу реки Сатис. Длина реки составляет 33 км, площадь водосборного бассейна — 203 км². 

## Данные водного реестра
По данным государственного водного реестра России относится к Окскому бассейновому округу, водохозяйственный участок реки — Мокша от водомерного поста города Темников и до устья, без реки Цна, речной подбассейн реки — Мокша. Речной бассейн реки — Ока.
По данным геоинформационной системы водохозяйственного районирования территории РФ, подготовленной Федеральным агентством водных ресурсов:
- Код водного объекта в государственном водном реестре — 09010200412110000028043
- Код по гидрологической изученности (ГИ) — 110002804
- Код бассейна — 09.01.02.004
- Номер тома по ГИ — 10
- Выпуск по ГИ — 0